# Soviet Soviet
Soviet Soviet est un groupe italien de rock alternatif et post-punk, originaire des Marches.

## Histoire
Soviet Soviet est formé entre Fano et Pesaro en 2008 par Matteo Tegu à la guitare, Alessandro Ferri à la batterie et Andrea Giometti à la basse et au chant. En 2009, ils auto-produisent leurs deux premiers EP intitulés No Title et Soviet Soviet. Les deux albums sont bien accueillis par la critique, à tel point que le groupe est également chroniqué sur le site web britannique Pitchfork.
En 2010, ils sortent un split avec Frank (Just Frank) sur le label franco-anglais Mannequin, dont Simon Reynolds parle également dans son livre Retromania. Music, Pop Culture and our Obsession with the Past, publié en Italie par Isbn Edizioni. En 2011, le label vénitien Tannen Records sort son premier album intitulé Summer, Jesus. À l'occasion de la sortie du disque, le label basé en Vénétie publie également en 2011 l'édition numérique de Nice, qui comprend les deux premiers EP. Summer, Jesus, qui sera réédité en 2012 sur Mannequin, vaut également au groupe des invitations sur plusieurs compilations, parmi lesquelles Discipline - A Contemporary Picture of the Obscure Italo Music Movement pour Discipline et Death # Disco Compilation Volume I pour le label allemand Death # Disco.
En 2013, ils sortent leur deuxième album intitulé Fate for Felte. En 2016, ils sortent Endless, également pour le label Felte.
En mars 2017, une de leurs tournées promotionnelles aux États-Unis est annulée car l'entrée leur est refusée, les agents frontaliers les considérant comme des « immigrants illégaux »,. Ils sont envoyés à Seattle où ils sont interrogés pendant quelques heures, et fournissent des explications quant à leur situation sur les réseaux sociaux. 
En 2018, le groupe s'arrête pour jouer la première fois à Ljubljana. En 2019, ils sortent l'EP Ghost contenant trois faces B de Endless.  Ils prévoient une tournée en 2023, qui est finalement annulée.

## Discographie

### Albums studio
- 2011 : Summer, Jesus
- 2011 : Nice
- 2013 : Fate
- 2016 : Endless

### EP
- 2009 : No Title
- 2009 : Soviet Soviet
- 2015 : Together Remix / Ecstasy Remix
- 2019 : Ghost

### Splits
- 2010 : Split (avec Frank (Just Frank))

### Compilations
- 2011 : Discipline - A Contemporary Picture of the Obscure Italo Music Movement
- 2011 : Death # Disco Compilation Volume I
- 2011 : Top.it 2011
- 2012 : Rockit Vol.39 MI AMI 2012
- 2012 : Con due deca - La prima compilation di cover degli 883
- 2013 : Rockit Vol. 54
- Area 51 Volume 2